# 孔府
孔府，又称衍圣公府，位于中国山东省曲阜市，是孔子家族世袭衍圣公的后代居住的宅院。孔府与曲阜孔庙、孔林合称“三孔”，是中国重点文物保护单位，1994年12月被列为世界文化遗产（参见中国世界遗产）。

## 历史
漢朝時，魯共王劉餘為擴建宮室，曾破壞孔子之宅，卻聽到了鐘磬琴瑟奏樂的聲音，就不敢拆除了，於壁中得到孔子後裔所藏的竹簡，乃用古蝌蚪文所寫的《論語》、《尚書》、《禮經》、《孝經》等，是為「古文經」。
孔子子孙世代居住于孔庙附近。宋朝宝元元年（1038年）始建孔府，後又稱衍聖公府，在明朝洪武十年（1377年）、弘治十六年（1503年）及嘉靖年间（1522年-1566年），孔府得到政府支持，得以重建或扩建。文革時遭紅衛兵嚴重破壞。

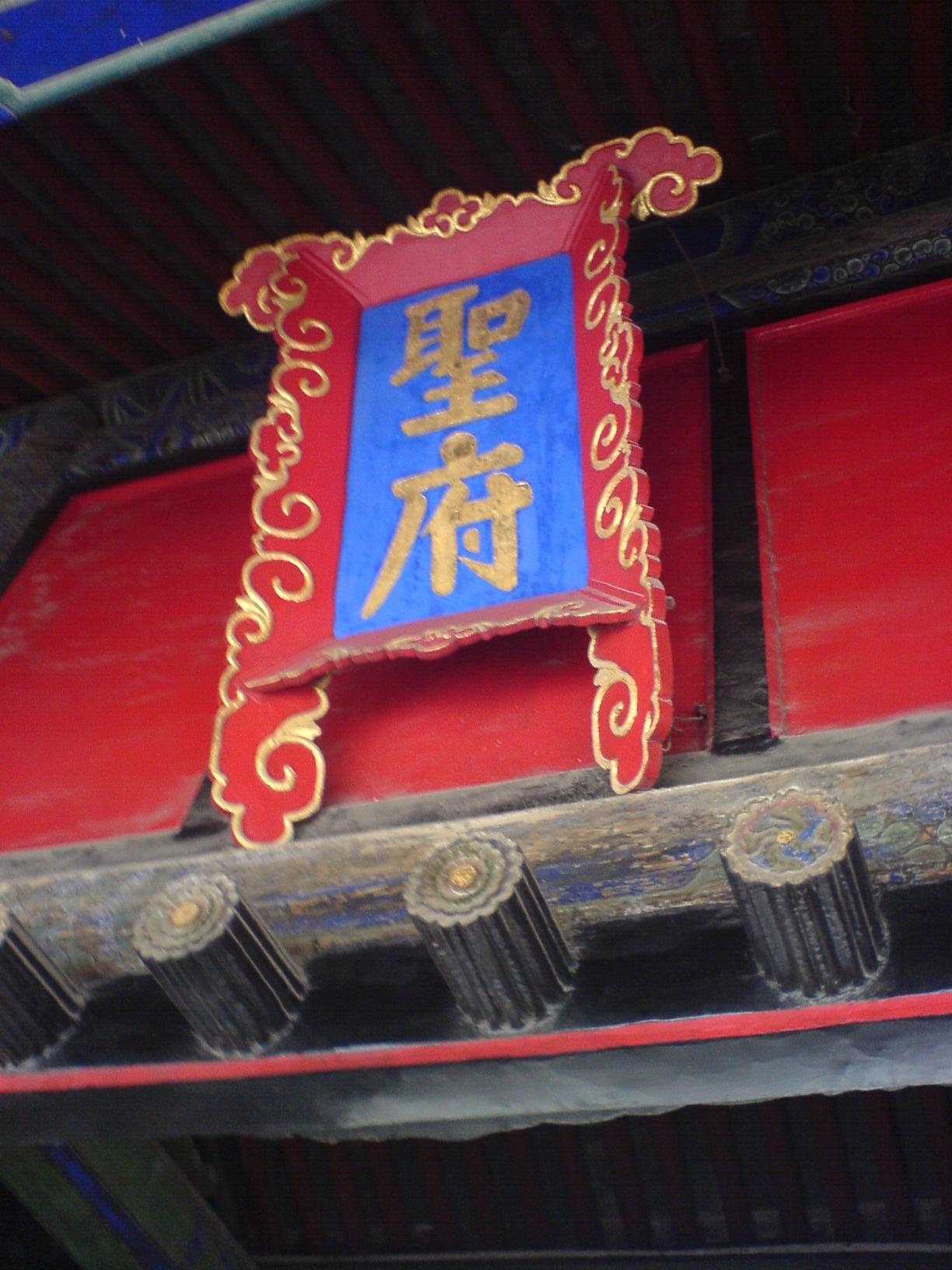
孔府大門之上的「聖府」牌匾。

现在孔府占地16公顷，有463个房间。

## 相关图片

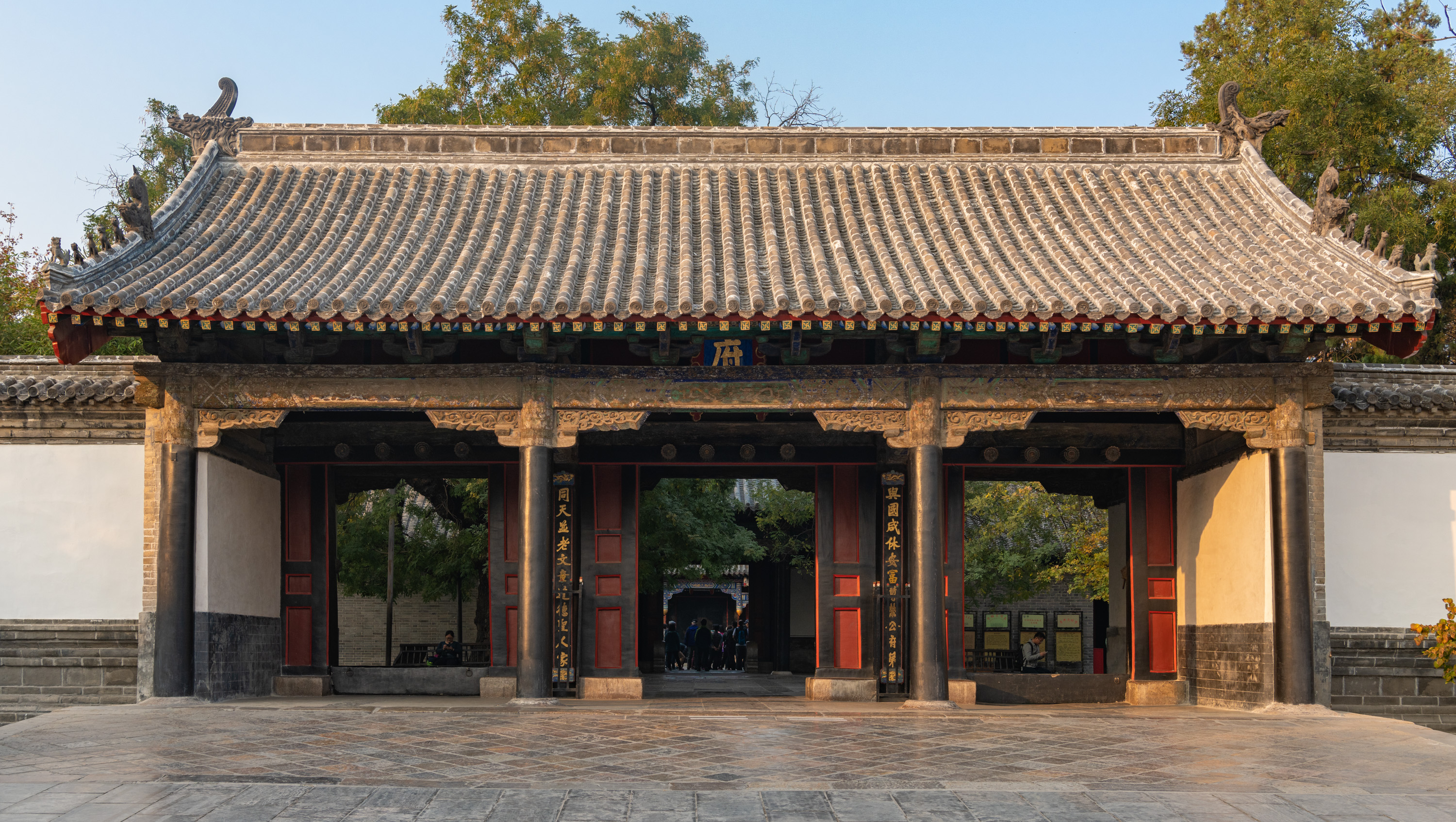
孔府大門
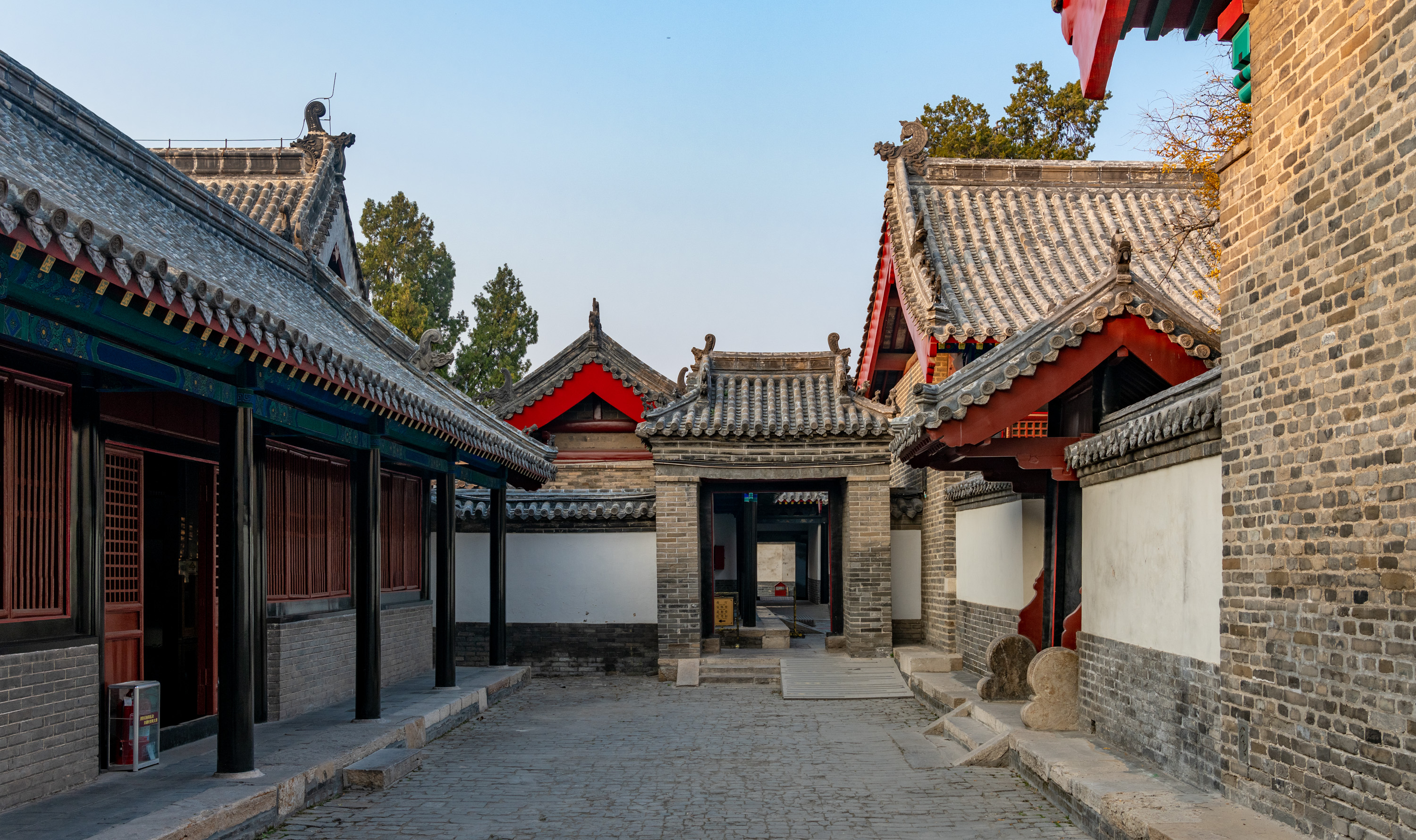
孔府内部
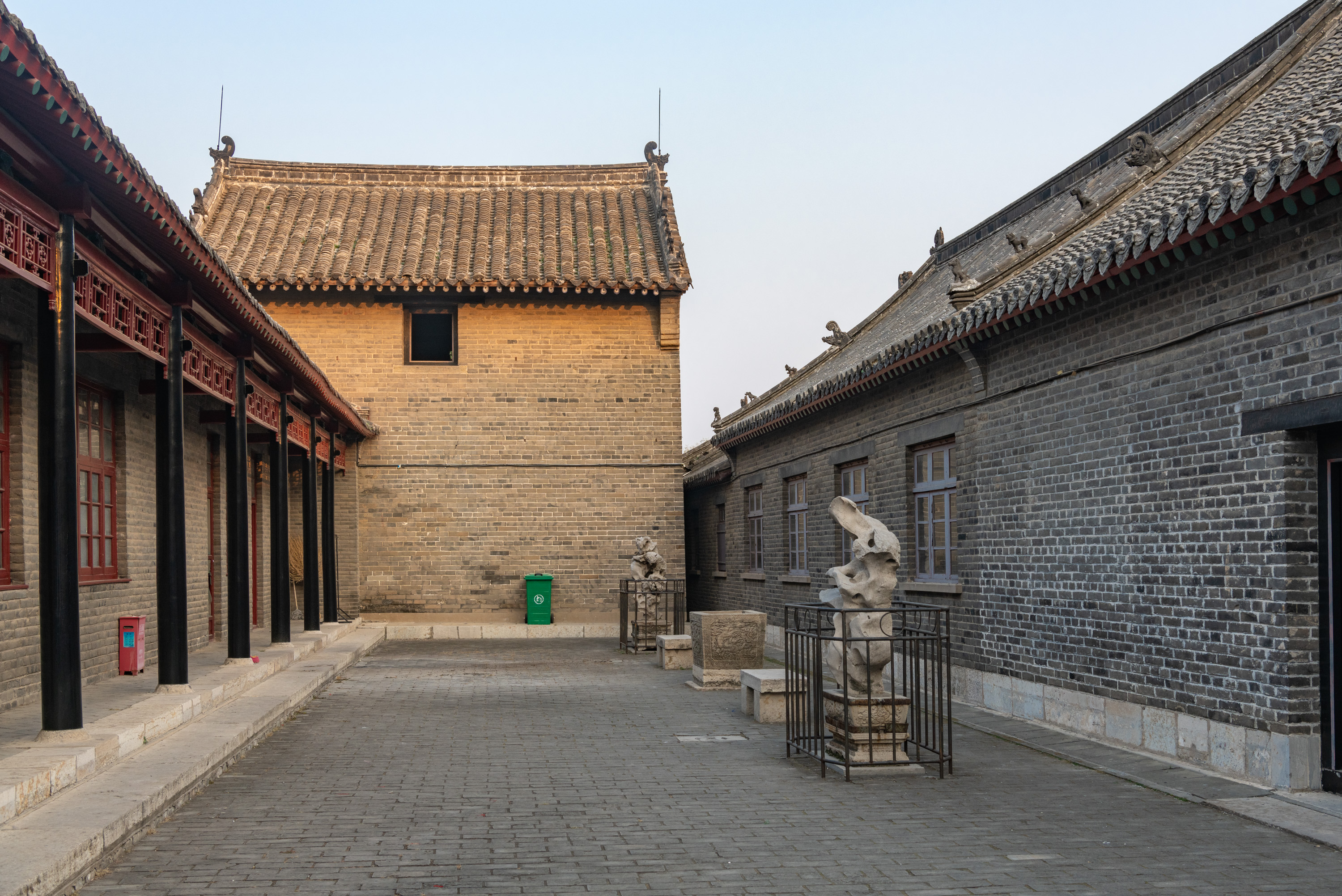
孔府内部
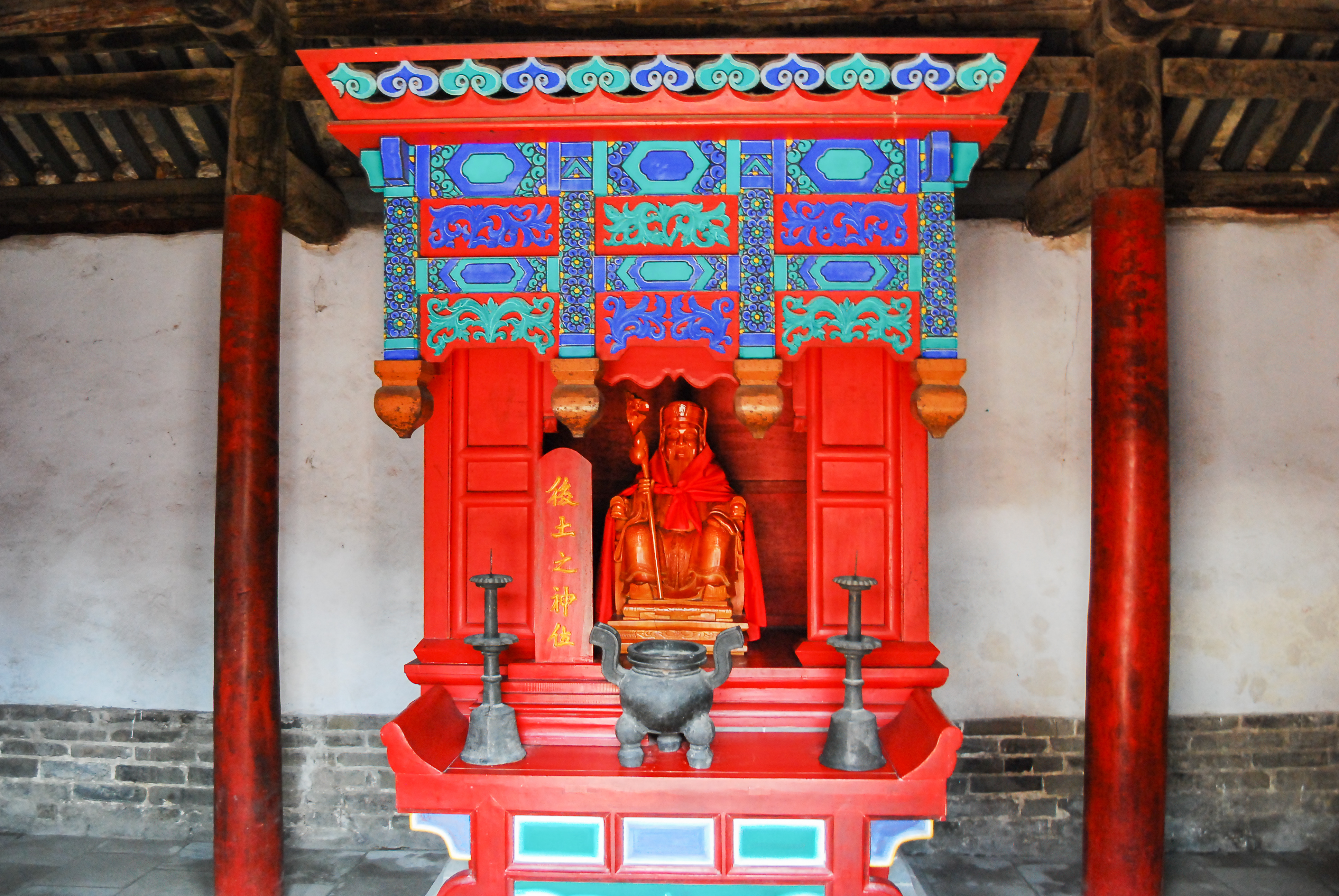
孔府奉祀的后土神